# Sphaerodactylus randi
Espèce
Synonymes
- Sphaerodactylus notatus randi Shreve, 1968

Sphaerodactylus randi est une espèce de geckos de la famille des Sphaerodactylidae.

## Répartition
Cette espèce se rencontre :
- sur l'île de Virgin Gorda dans les îles Vierges britanniques ;
- dans la province de Pedernales en République dominicaine.

## Liste des sous-espèces
Selon The Reptile Database (18 juin 2012) :
- Sphaerodactylus randi methorius, Schwartz, 1977
- Sphaerodactylus randi randi Shreve, 1968
- Sphaerodactylus randi strahmi Schwartz, 1977

## Étymologie
Cette espèce est nommée en l'honneur d'Austin Stanley Rand.

## Publications originales
- Shreve, 1968 : The notatus group of Sphaerodactylus (Sauria, Gekkonidae) in Hispaniola. Breviora, n. 280, p. 1-28 (texte intégral).
- Schwartz, 1977 : The geckoes (Sauria, Gekkonidae) of the Genus Sphaerodactylus of the Dominican Peninsula de Barahona, Hispaniola. Proceedings of the Biological Society of Washington, vol. 90, p. 243—254 (texte intégral).